# 애니멀 플래닛
애니멀 플래닛(Animal Planet)은 미국 워너 브라더스 디스커버리 계열의 방송국으로 동물 전문 방송국이다.

## 연혁
1996년 10월 1일에 개국했다. 2006년에 BBC가 인수했다. 2007년에 HD 방송을 AT&T U-verse 등에서 시작했다.

## 주요 프로그램
- 진짜 귀여워
- 독스 101
- 캣츠 101
- 펫츠 101
- 지옥에서 온 고양이

## 채널 번호
- KT스카이라이프-103번(HD)
- 지니 TV-294번(HD)
- U+ TV-227번
- AT&T U-verse-252번(SD)/1252번(HD)
- 버라이즌 FiOS-130번(SD)/630번(HD)
- 스타허브 TV-424번
- DirecTV-282번(SD/HD)/1282번(VOD)
- Dish Network-184번(SD)/887번(HD)